# Nguyên Hòa
Nguyên Hòa là một xã thuộc huyện Phù Cừ, tỉnh Hưng Yên, Việt Nam.

## Địa lý
Xã Nguyên Hoà nằm ở phía nam huyện Phù Cừ, cực đông của tỉnh Hưng Yên có vị trí địa lý:
- Phía đông giáp xã Tống Trân.
- Phía tây giáp xã Hồng Phong, huyện Thanh Miện, tỉnh Hải Dương.
- Phía tây nam giáp xã Quỳnh Lâm, huyện Quỳnh Phụ, tỉnh Thái Bình.
- Phía nam giáp xã Quỳnh Ngọc, huyện Quỳnh Phụ và xã Điệp Nông, huyện Hưng Hà, tỉnh Thái Bình.
- Phía bắc giáp xã Tam Đa (huyện Phù Cừ, tỉnh Hưng Yên) và xã Hồng Phong thuộc huyện Thanh Miện, tỉnh Hải Dương.

Xã Nguyên Hòa có diện tích 6,11 km², dân số năm 2019 là 4.797 người, mật độ dân số đạt 785 người/km².

## Hành chính
Xã Nguyên Hoà được chia thành 4 thôn: La Tiến, Thị Giang, Hạ Đồng, Sỹ Quý.

## Lịch sử
Sau năm 1946, Nguyên Hòa là một xã thuộc huyện Phù Cừ.
Năm 1957, chia xã Nguyên Hòa thành hai xã Nguyên Hòa và Hạnh Phúc.
Ngày 26 tháng 1 năm 1968, tỉnh Hưng Yên hợp nhất với tỉnh Hải Dương thành tỉnh Hải Hưng và xã Nguyên Hòa thuộc huyện Phù Cừ, tỉnh Hải Hưng.
Ngày 11 tháng 3 năm 1977, Hội đồng Chính phủ ban hành Quyết định 58-CP về việc hợp nhất hai huyện Phù Cừ và Tiên Lữ thành huyện Phù Tiên và xã Nguyên Hòa thuộc huyện Phù Tiên, tỉnh Hải Hưng.
Ngày 6 tháng 11 năm 1996, Quốc hội ban hành Nghị quyết về việc chia tỉnh Hải Hưng thành 2 tỉnh Hải Dương và Hưng Yên và xã Nguyên Hòa thuộc huyện Phù Tiên, tỉnh Hưng Yên.
Ngày 24 tháng 2 năm 1997, Chính phủ ban hành Nghị định 17-CP về việc chuyển xã Nguyên Hòa thuộc huyện Phù Tiên về huyện Phù Cừ mới tái lập quản lý.